# Glória
Glória je nejvyšší obytný dům v Bratislavě. Stojí v ulici Záhradnícka v městské části Ružinov. Má výšku 100 metrů a 29 nadzemních a jedno podzemní podlaží. Výstavba probíhala v letech 2004 až 2006.